# 北海道エネルギー

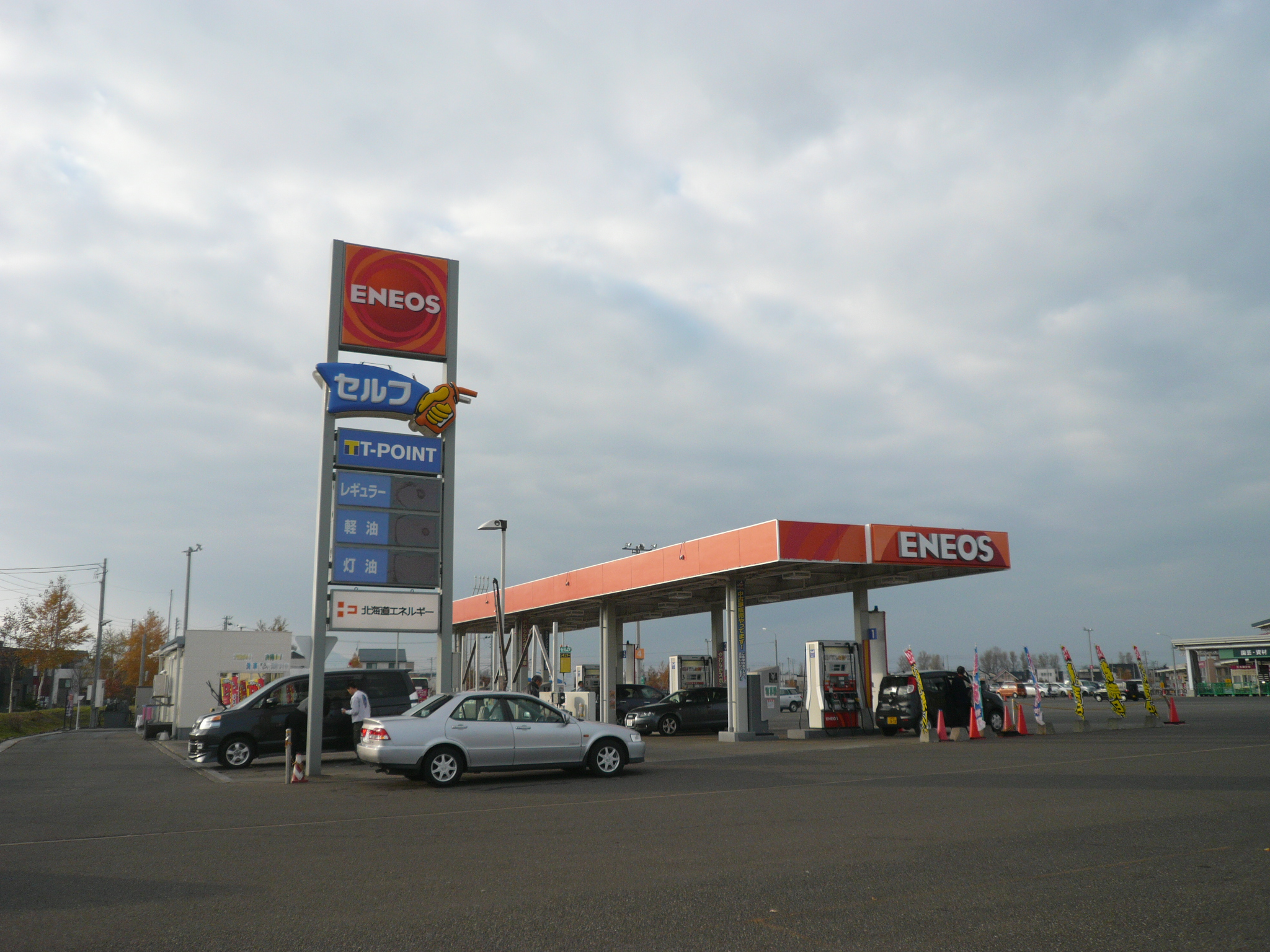
直営のENEOSイオン手稲セルフSS
（2013年11月）

北海道エネルギー株式会社（ほっかいどうエネルギー、英文社名：Hokkaido Energy Co,.Ltd.）は、北海道においてエネルギー販売事業を展開する企業である。ENEOSのガソリンスタンドを運営するほか、同様のガソリンスタンドを運営する販売店に製品を販売（卸売）している。
2017年2月1日現在、ガソリンスタンドは283か所（直営・販売店運営合計）存在する。
なお、同じENEOS系列で名前の似通った「北海道エナジティック」と言う会社が存在するが、資本及び人的関係はない。

## 主要事業所
- 本社 - 札幌市中央区北1条東3丁目3 札幌スクエアセンタービル
- 支店
  - 道南支店 - 北海道函館市浅野町1-1
  - 道東支店 - 北海道釧路市鳥取大通6丁目7-1
  - 道北支店 - 北海道旭川市永山3条6丁目1-10

## 沿革
- 2008年（平成20年）
  - 1月1日 - 太平洋石油販売と勝木石油の共同出資により会社設立。太平洋石油販売の北海道における販売事業と、勝木石油の販売事業を継承。
  - 4月1日 - 親会社太平洋石油販売がENEOSフロンティアに合併。
- 2012年（平成24年）1月1日 - 旧ジャパンエナジー系の新北光石油と合併。親会社勝木石油が旧・カツキと合併し、新生・カツキに。
- 2015年（平成27年）4月1日 - 旧ジャパンエナジー系のENEOSネットがENEOSフロンティアに7月1日付で吸収合併される事からENEOSネット札幌カンパニー管内の全給油所を運営移管（2給油所は他社へ移管）。

## 不祥事

### ガソリン漏洩
2022年7月に室蘭市の一部の地区の水道水から国の基準の2倍にあたる有害物質のベンゼンが検出された。ENEOSは9月16日、北海道エネルギーが運営するガソリンスタンド「Dr.Drive室蘭高砂店」 から漏れたガソリンに含まれたベンゼンが水道水に混入したものと判断したと発表した。このスタンドの敷地の地下水からは最大で国の基準の510倍にあたるベンゼンが検出されている。
このスタンドは2021年11月以降、漏えいが発覚するまでの約8カ月間、消防法規則で義務付けられた毎週1回以上の油成分の漏えい確認を怠り、この間、「検査済み」とする虚偽の記録を作成していた。